# Aphanicercella nigra
Aphanicercella nigra är en bäcksländeart som beskrevs av Barnard 1934. Aphanicercella nigra ingår i släktet Aphanicercella och familjen Notonemouridae. Inga underarter finns listade i Catalogue of Life.